# Thaia saprophytica
Thaia saprophytica är en orkidéart som beskrevs av Gunnar Seidenfaden. Thaia saprophytica ingår i släktet Thaia och familjen orkidéer. Inga underarter finns listade i Catalogue of Life.